# Chrysididae
I Crisìdidi (Chrysididae), o in breve Crìsidi, sono una famiglia di imenotteri apocriti, noti col nome comune di Vespe dorate, o Vespe dalla coda di rubino (Gold wasps, Goldwespen, Guêpes dorées).

## Biologia
I Crisidi sono parassitoidi e cleptoparassiti di altri insetti (soprattutto altri Imenotteri).
Gli adulti conducono vita libera e depongono le uova vicino agli ospiti (di solito altri imenotteri). La larva del criside si sviluppa non causando l'immediata morte dell'ospite, la quale è invece differita al giorno in cui il criside è giunto a maturità. Alcune specie di crisidi si impadroniscono delle provviste alimentari depositate nel nido per lo sviluppo dell'ospite, generalmente in modo violento (cleptoparassitismo con uccisione dell'ospite).

## Distribuzione e habitat
I Crisidi sono imenotteri solitari, legati nella loro vita ad altri imenotteri solitari (Sfecidi, Apidi, Eumenidi, etc.), di cui condividono gli ambienti di vita. Di solito utilizzano nidi di altre specie di vespe e se ne impossessano potendo le loro uova.
I Crisidi sono legati a microhabitat ristretti, in corrispondenza di terreni scoperti già visitati da altri Imenotteri, al di sopra di legname tarlato in cerca dei nidi, su rocce e fogliame esposto al sole, lungo gli argini dei torrenti, sulle pietre dei muretti a secco che delimitano i campi agricoli, sui muri in pietra dei casolari di campagna.  Nei periodi di fioritura alcune specie frequentano le inflorescenze di Ombrellifere, Composite ed Euforbie (solo per citarne alcune) o vengono attirate dai liquidi zuccherini prodotti dagli Afidi su varie piante.
In generale, i Crisidi prediligono climi di tipo subtropicale-mediterraneo, con atmosfere estive calde e secche tendenti ad un regime xerotermico, in cui cioè la curva delle temperature medie estive supera la curva delle precipitazioni medie. Ne conseguono condizioni climatiche aride con forte insolazione e deficit idrico per la vegetazione, rappresentata da specie termofile.
Nella penisola italiana sono note 236 specie e 54 sottospecie, che, rispetto alle 3000 specie descritte nel mondo, rappresentano un numero considerevole.

## Tassonomia
La Famiglia Chrysididae comprende 5 sottofamiglie e 83 generi. La loro suddivisione tassonomica fino al livello di genere è la seguente:
Sottofamiglia Cleptinae
- Cleptes
- Cleptidea

Sottofamiglia Amiseginae
- Adelphe
- Afrosega
- Alieniscus
- Amisega
- Anachrysis
- Anadelphe
- Atoposega
- Baeosega
- Bupon
- Cladobethylus
- Colocar
- Duckeia
- Exopapua
- Exova
- Imasega
- Indothrix
- Isegama
- Kimseya
- Kryptosega
- Leptosega
- Magdalium
- Mahinda
- Microsega
- Myrmecomimesis
- Nesogyne
- Nipponosega
- Obenbergerella
- Perissosega
- Reidia
- Rohweria
- Saltasega
- Serendibula

Sottofamiglia Loboscelidiinae
- Loboscelidia
- Rhadinoscelidia

Sottofamiglia Chrysidinae
- Tribù Allocoeliini
  - Allocoelia
- Tribù Elampini

- - Adelopyga
  - Diplorrhos
  - Elampus
  - Exallopyga
  - Haba
  - Hedychreides
  - Hedychridium
  - Hedychrum
  - Holophris
  - Holopyga
  - Microchridium
  - Minymischa
  - Muesebeckidium
  - Omalus
  - Parachrum
  - Prochridium
  - Pseudolopyga
  - Pseudomalus
  - Xerochrum

- Tribù Chrysidini

- - Allochrysis
  - Argochrysis
  - Caenochrysis
  - Ceratochrysis
  - Chrysis
  - Chrysura
  - Chrysurissa
  - Euchroeus
  - Exochrysis
  - Gaullea
  - Ipsiura
  - Neochrysis
  - Odontochrydium
  - Pentachrysis
  - Pleurochrysis
  - Praestochrysis
  - Primeuchroeus
  - Pseudospinolia
  - Spinolia
  - Spintharina
  - Spintharosoma
  - Stilbichrysis
  - Stilbum
  - Trichrysis

Sottofamiglia Parnopinae
- Cephaloparnops
- Isadelphia
- Parnopes

### Alcune specie

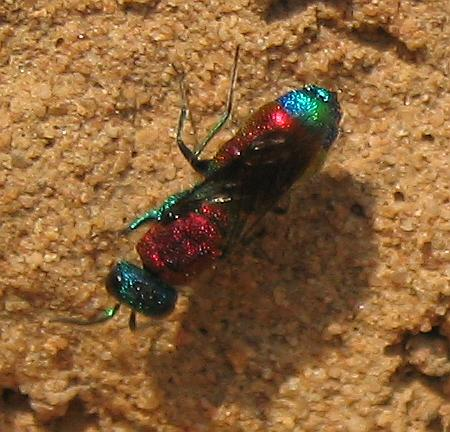
Chrysis viridula
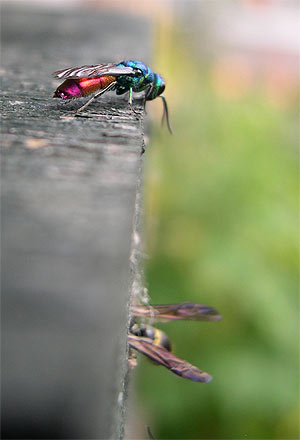
Chrysis ignita
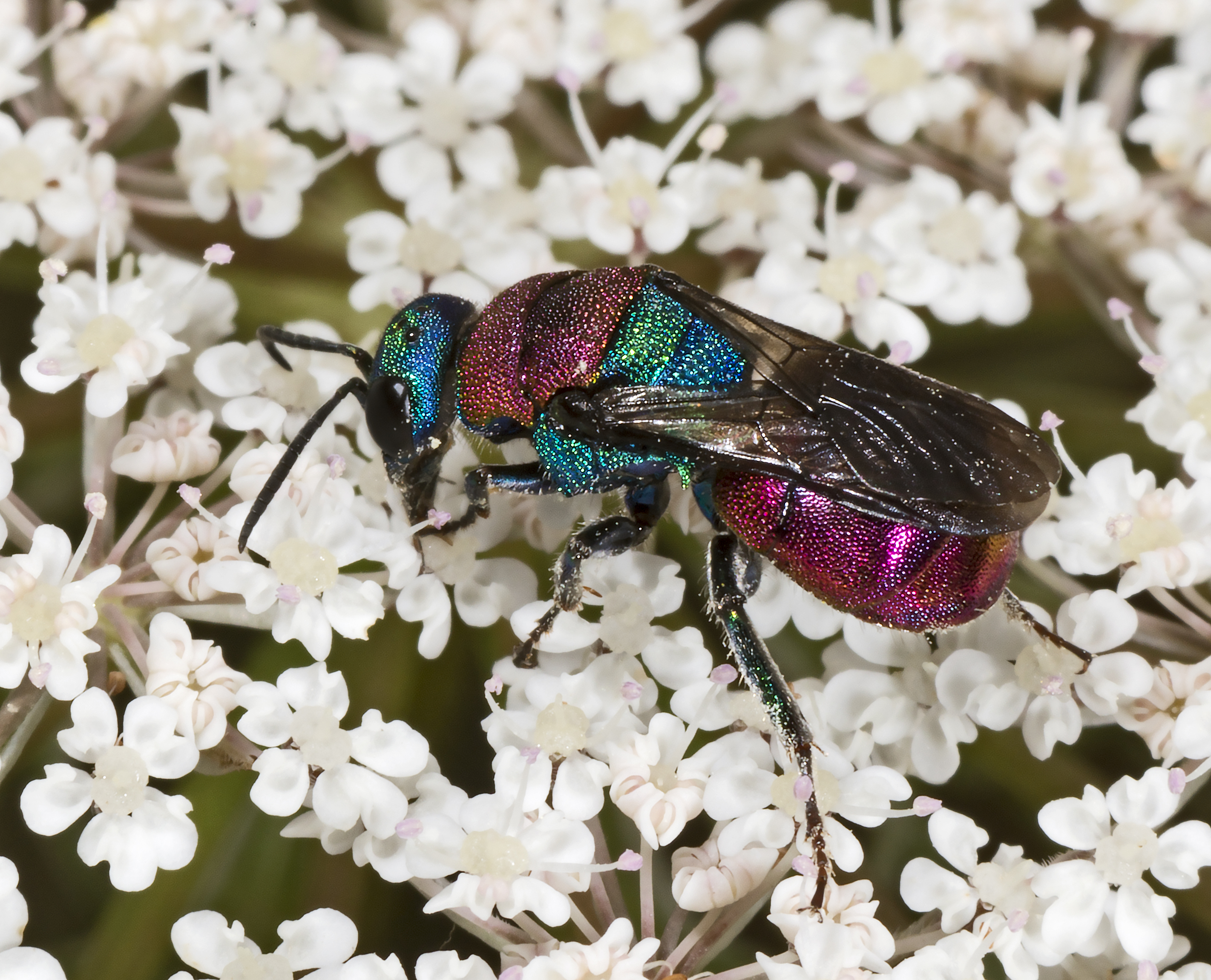
Hedychrum nobile